# Orden der unmittelbaren Reichsritterschaft
Der Orden der unmittelbaren Reichsritterschaft war ein Ritterorden.
Gestiftet wurde er vom Kaiser Franz als römischem Kaiser im Jahre 1793 für alle Kantone der schwäbischen Reichsritterschaft.
Die Direktoren der Kantone bildeten das Ordenskapitel, das den Orden verwaltete, über die Aufnahme neuer Mitglieder entschied und über die Disziplin wachten. Aus den fünf Kantone waren die Reichsritter, welche das fünfundzwanzigste Lebensjahr erreicht hatten, Mitglied dieses Ordens. Auch ihre volljährigen Söhne wurden Ordensmitglieder.
Der Orden erlosch mit dem Heiligen Römischen Reich, wurde aber im Königreich Württemberg noch einmal für kurze Zeit erneuert.

## Ordensdekoration
Das Ordenszeichen war ein goldenes, weiß emailliertes Kreuz. Die Vorderseite zeigte im Medaillon den kaiserlichen Doppeladler mit dem Wappen der schwäbischen Reichsritterschaft. Auf dem Mittelschilde der Rückseite befand sich das Wappen jedes Kantons.

## Ordensband und Trageweise
Das Ordensband war ein schwarzer Band mit doppelter goldener Einfassung. Das Großkreuz wurde von den Kapitularen um den Hals getragen. Die übrigen Rittern trugen das Kleinkreuz an einem schmaleren Band im Knopfloch.
Die Ritter trugen eine Ordenskleidung.

## Einzelnachweis
1. ↑  Hermann Julius Meyer, Neues Konversations-Lexikon für alle Stände, Band 13, Druck und Verlag des Bibliographischen Instituts, Hildburghausen & New York 1860
S. 152